# Modernizr
Modernizr – otwarta biblioteka napisana w języku JavaScript, stworzona do wykrywania dostępności funkcji w przeglądarkach internetowych, co pozwala programistom na użycie tylko tych funkcji, które są dostępne oraz stosowanie progresywnego ulepszania lub użycie alternatywnego rozwiązania.

## Podstawowe informacje
Wiele standardów webowych jest zaimplementowanych tylko w najnowszych wersjach przeglądarek, a zdarza się, że niektóre opcje są dostępne tylko w jednej przeglądarce w jej najnowszej wersji. Biblioteka Modernizr pozwala na wykrywanie, czy przeglądarka używana przez użytkownika posiada zaimplementowane określone funkcje, co pozwala programistom na użycie alternatywnego kodu w przypadku niewspierania danej funkcji lub użycia nowych funkcji tylko w przypadku, gdy są dostępne.

## Ograniczenia
Modernizr nie dodaje brakujących funkcjonalności do przeglądarek, jednakże mogą to tego być użyte Polyfille.